# Gayageum
Gayageum, auch kayagŭm (koreanisch 가야금), ist eine in der klassischen koreanischen Musik gespielte Wölbbrettzither. Sie repräsentiert an führender Stelle die nationale Musikkultur Koreas.

## Herkunft
Die gayageum wurde laut einer Legende, die im Samguk Sagi („Chronik der Drei Königreiche“) von 1145 überliefert ist, im 6. Jahrhundert durch König Gasil von Daegaya nach dem Modell der chinesischen Wölbbrettzither guzheng erfunden. Gasil beauftragte seinen Hofmusikmeister, Stücke für das neue Musikinstrument zu komponieren. In den politisch unruhigen Zeiten floh der Hofmusiker wenig später nach Silla zu König Jinheung und führte dort seine Musik und die gayageum ein.

## Bauform und Spielweise
Es gibt zwei traditionelle Typen der gayageum: die jeongak gayageum („Hof-gayageum“, auch popkum und pungnyu gayageum) und die sanjo gayageum. Typisch für die jeongak gayageum ist der größere Korpus, der etwa 160 Zentimeter lang und 30 Zentimeter breit ist, und das an Widderhörner erinnernde untere Ende des Instruments. Die sanjo gayageum ist etwa 142 Zentimeter lang und 23 Zentimeter breit und wurde im 19. Jahrhundert für den Sanjo-Stil entwickelt. Die engere Anordnung der Saiten und die kürzere Länge des Instruments erleichtern die schnelleren Passagen des Sanjo. Beide Instrumente haben zwölf seidene Saiten (heute auch Nylonsaiten) und zwölf bewegliche Stege, die wie Füße von Wildgänsen geformt sind.

Koreanische Wölbbrettzither – Gayageum – 가야금
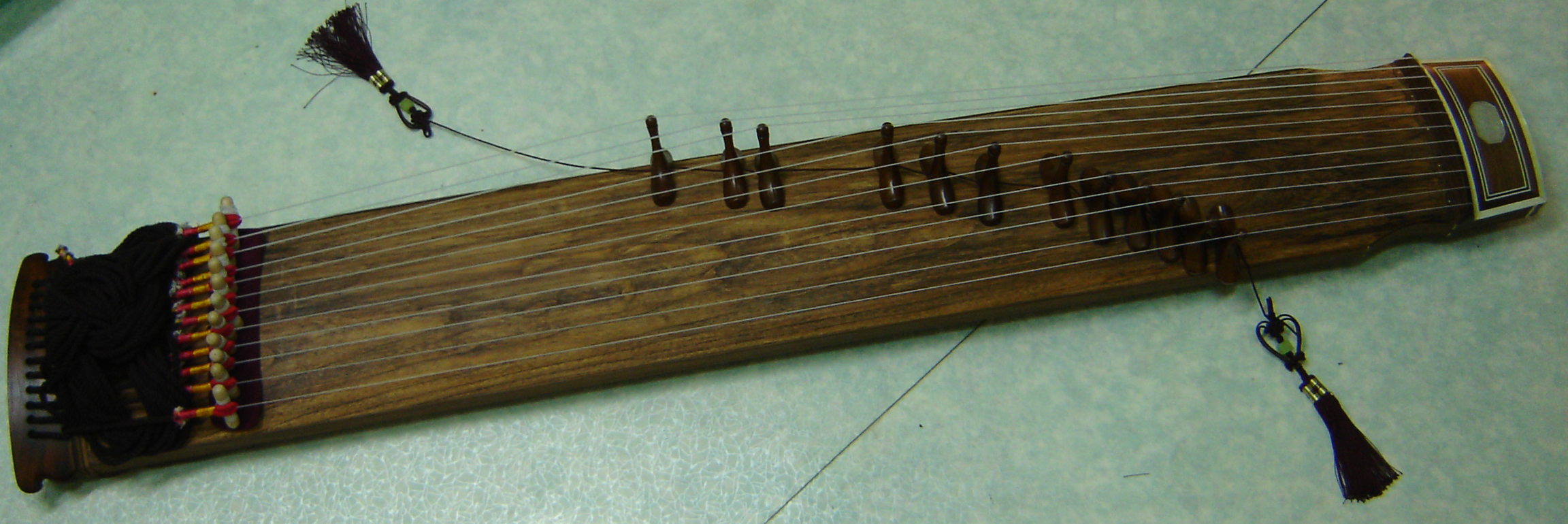
Sanjo gayageum – 산조 가야금, 散調伽倻琴, 2005
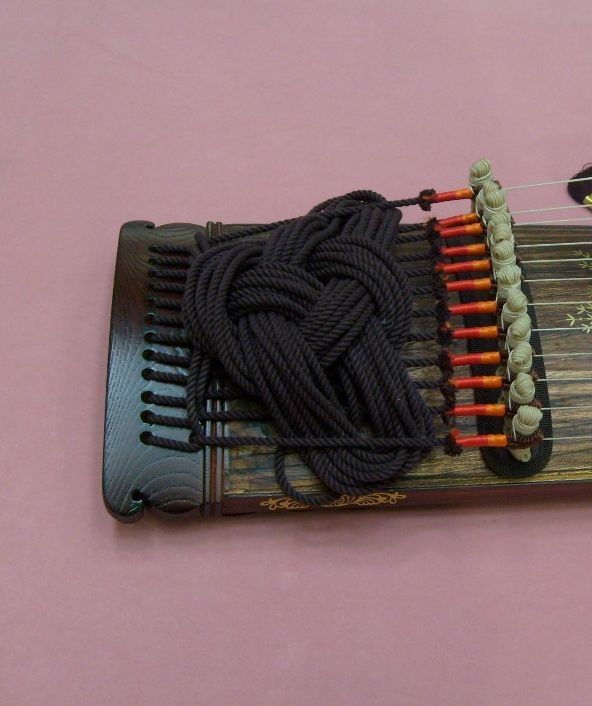
Zither – Detail, 2005
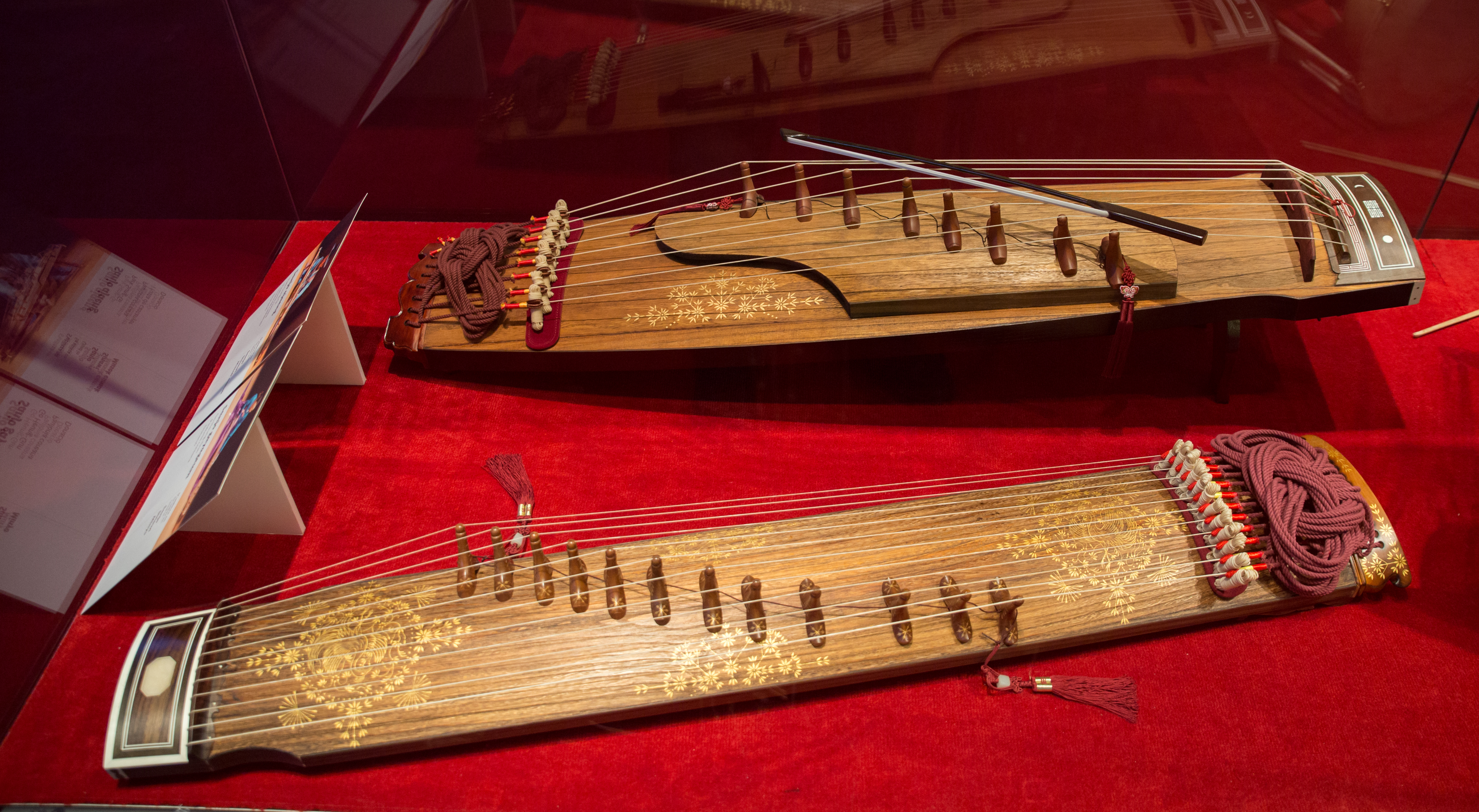
Sanjo ajaeng und sanjo gayageum (unten), 2017
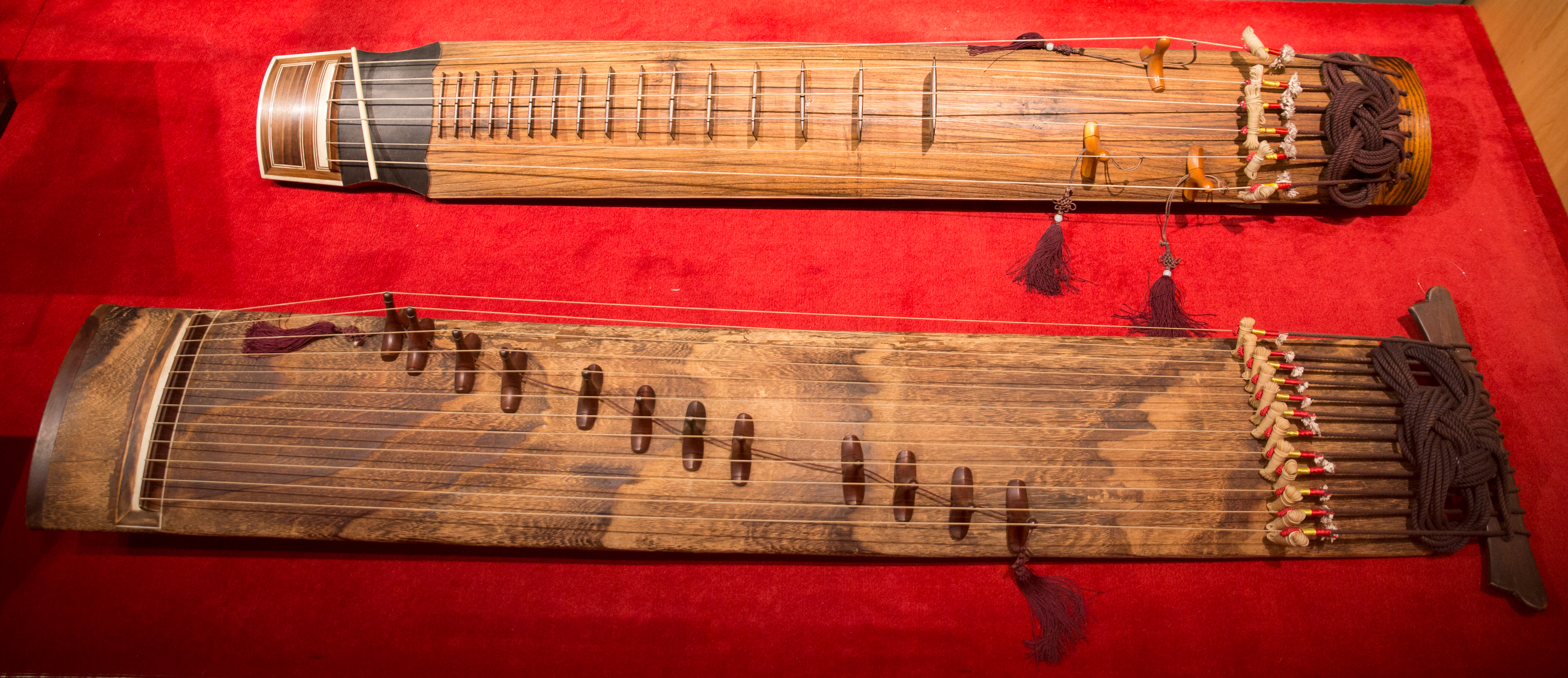
Sechssaitige geomungo (oben) und zwölfsaitige jeongak gayageum, 2017

Die Stimmung der sanjo gayageum ist G – c – d – g – a – c1 – d1 – e1 – g1 – a1 – c2 – d2. Zwei Notationsweisen sind üblich. Wird zur Notation der Violinschlüssel benutzt, ist die Notation in F, die Töne klingen also eine Quinte tiefer als notiert. Wird für die Notation der Mezzosopranschlüssel benutzt, klingen die Töne wie notiert. Im Gegensatz zur guzheng oder japanischen Wölbbrettzither koto werden die Saiten mit den Fingerkuppen oder -nägeln der rechten Hand gezupft. Der Klang ist leise und singend. Die Tongestaltung der linken Hand ähnelt der Spielweise der koto.
Die gayageum wird gewöhnlich von der zweifelligen Sanduhrtrommel janggu begleitet.
Möglicherweise beeinflusste die gayageum die japanische wagon. Des Weiteren ist die gayageum mit der koreanischen Streichzither ajaeng, der mongolischen yatga und der vietnamesischen đàn tranh verwandt.